# Helmut Bauer (MfS-Mitarbeiter)
Helmut Bauer (* 17. Oktober 1930 in Judenbach) ist ein deutscher ehemaliger Oberst und Abteilungsleiter im Ministerium für Staatssicherheit (MfS) der DDR.

## Leben
Bauer, Sohn eines Holzfällers, schloss nach der Volksschule eine Ausbildung als Maschinenschlosser ab und arbeitete bis 1951 in diesem Beruf. 1949 trat er in die SED ein und wurde 1951 in der Abteilung für Spionageabwehr (Abteilung IV) hauptamtlicher Mitarbeiter der Länderverwaltung Thüringen des MfS.
Noch 1951 wurde Bauer nach Ost-Berlin versetzt und wurde dort zunächst Mitarbeiter der Abteilung Spionage (Abteilung II), dann der Abteilung Spionageabwehr (Hauptabteilung II) und später der Abteilung Innere Sicherheit (Abteilung XXI). 1962/63 absolvierte Bauer einen Lehrgang an der Bezirksparteischule der SED in Kleinmachnow. 1963 wurde er stellvertretender Leiter und 1970 Leiter der Abteilung Innere Sicherheit des MfS. 1975 erreichte er den Rang eines Obersts. 1978 ging Bauer in den Ruhestand.